# Reflejo rotuliano

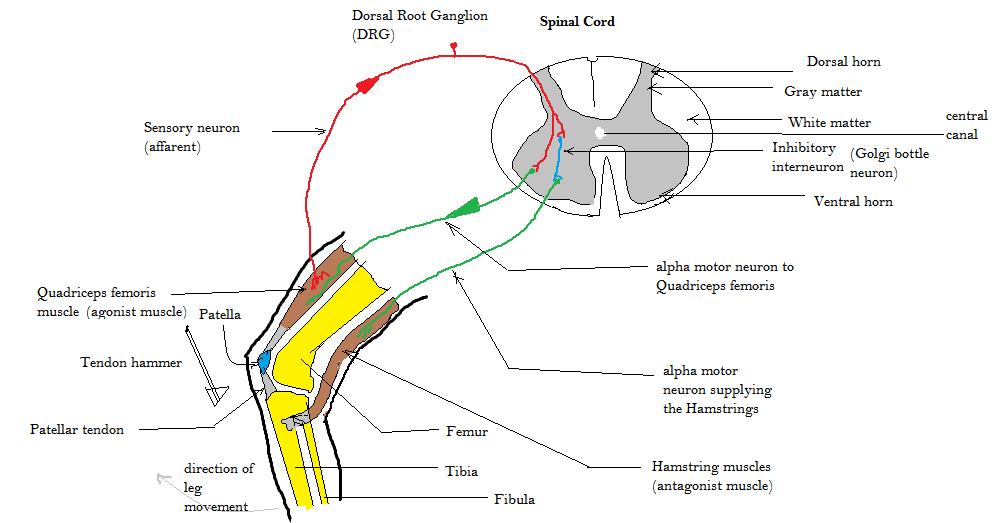
El reflejo rotuliano es un ejemplo de reflejo osteotendinoso o miotático.

El reflejo rotuliano es la contracción involuntaria del músculo cuádriceps femoral por la flexión del tendón rotuliano. Es un reflejo de tipo miotático o de estiramiento. Fue descubierto, estudiado y reportado por primera vez en 1875 por William Erb.

## Sinónimos
Al reflejo rotuliano también se le denomina reflejo patelar (derivado de su nombre en inglés patellar reflex) reflejo cuádriceps, reflejo cuadricipital, reflejo del tendón rotuliano; y coloquialmente reflejo de la rodilla.

## Mecanismo

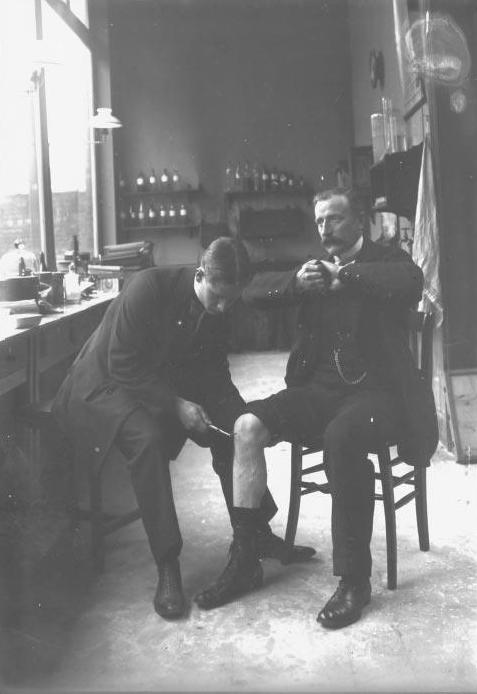
Maniobra de Jendrassik para reforzar el reflejo rotuliano. Fotografía de Van Gehuchten, circa 1920

Al percutir el tendón rotuliano con un martillo de reflejos, la pierna se extiende ya que las neuronas motoras alfa dirigen un impulso nervioso al músculo cuádriceps femoral. El nervio femoral, responsable de tal reflejo, se extiende por todo el muslo y sus sinapsis se encuentran en el nervio espinal lumbar 2 a 4 (L2-L4) de la médula espinal. Por tanto, este movimiento es involuntario y responde a una necesidad de regulación automática de los músculos del cuerpo.
Para que este reflejo se produzca, es imprescindible tener la pierna flexionada y relajada.